# Ludwik Adamczewski
Ludwik Adamczewski (ur. 15 sierpnia 1863 w Bonikowie, zm. 31 lipca 1952 we Wrocławiu) – polski działacz narodowy i kulturalny w Niemczech, poseł do Polskiego Sejmu Dzielnicowego. 
Ojciec Ludwika był powstańcem styczniowym i poległ w czasie walk, a matka zmarła podczas porodu Ludwika. Opiekowało się nim rodzeństwo. Wyuczył się na krawca i w 1890 z żoną osiedlił we Wrocławiu, gdzie założył pracownię krawiecką i zaangażował się w życie Polonii wrocławskiej. Jako pierwszy prezes kierował Towarzystwem Śpiewaczym „Harmonia”, udzielał się w polskim Sokole. W latach był 1909–1920 prezesem Towarzystwa Przemysłowców Polskich, współtwórcą Polskiego Banku Ludowego założonego we Wrocławiu. Jako działacz Polonii wrocławskiej i członek Polskiej Rady Ludowej we Wrocławiu został wybrany posłem na Polski Sejm Dzielnicowy, który odbył się w grudniu 1918 r. w Poznaniu. Działaczami Polonii wrocławskiej byli także członkowie rodziny Ludwika: żona Salomea, syn Czesław i córka Helena. W 1920 wyjechał z Wrocławia i zamieszkał w Poznaniu. Do Wrocławia powrócił w 1948 r.
Ludwika i jego córkę Helenę upamiętniono nadając ich imiona ulicy we Wrocławiu.